# John de Menteith
Sir John de Menteith di Ruskie e Knapdale (Menteith, 1275 – 1329) è stato un nobile scozzese, vissuto durante le guerre d'indipendenza della Scozia.

## Biografia
É conosciuto soprattutto per la cattura di William Wallace che consegnò al re Edoardo I nel 1305. Negli anni successivi si unì al re Robert I "the Bruce" di Scozia e per il suo servizio ricevette grandi appezzamenti di terra in Knapdale e in Kintyre.